# Pininfarina Nido

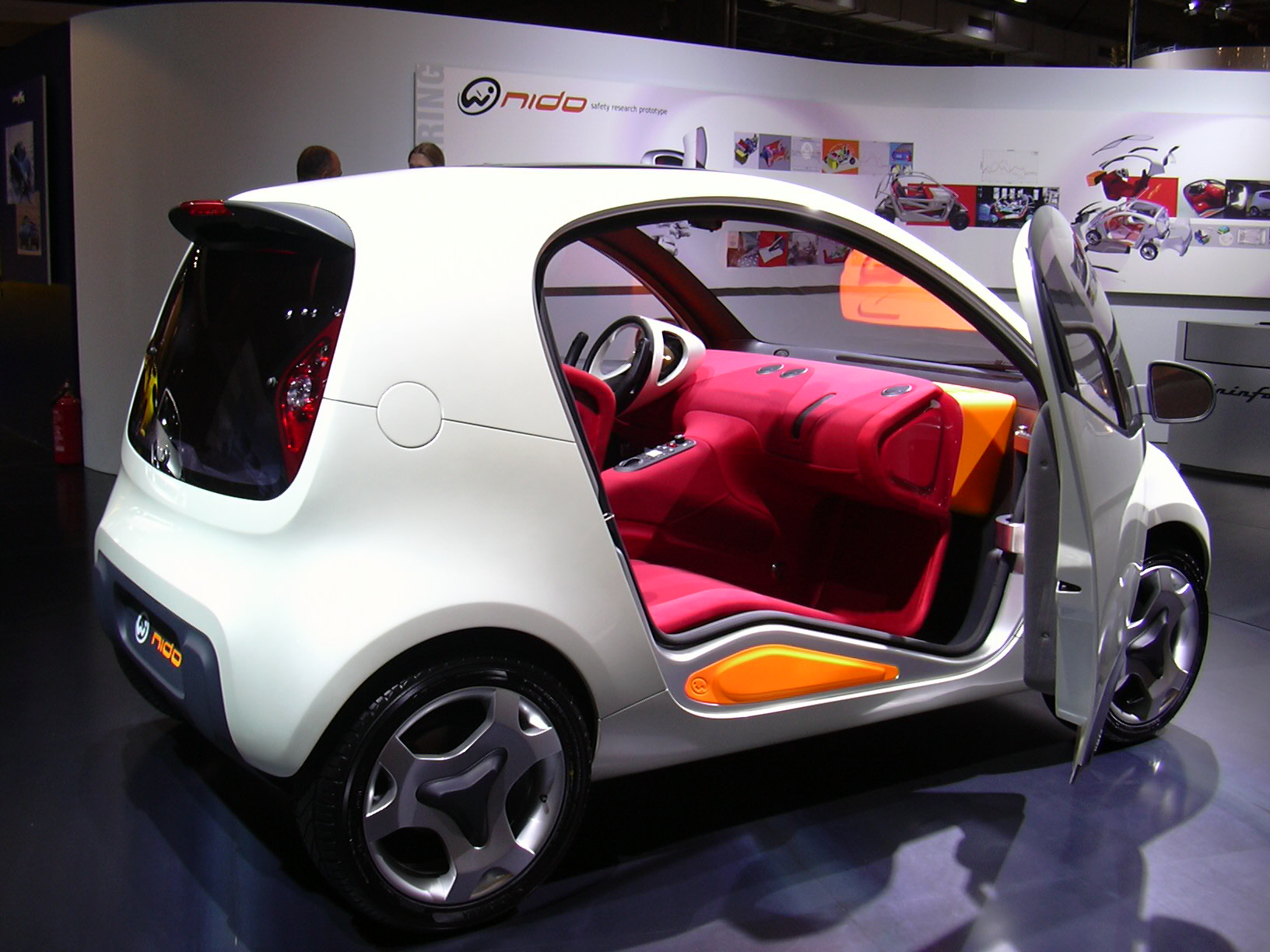

La Nido est un concept-car présenté pour la 1re fois par l'italien Pininfarina, au Mondial de l'automobile de Paris 2004. C'est une interprétation du véhicule citadin du futur.
Afin de célébrer ses 80 ans, le carrossier turinois en extrapole une variante électrique au printemps 2010, sous une forme retouchée: c'est la Nido EV.

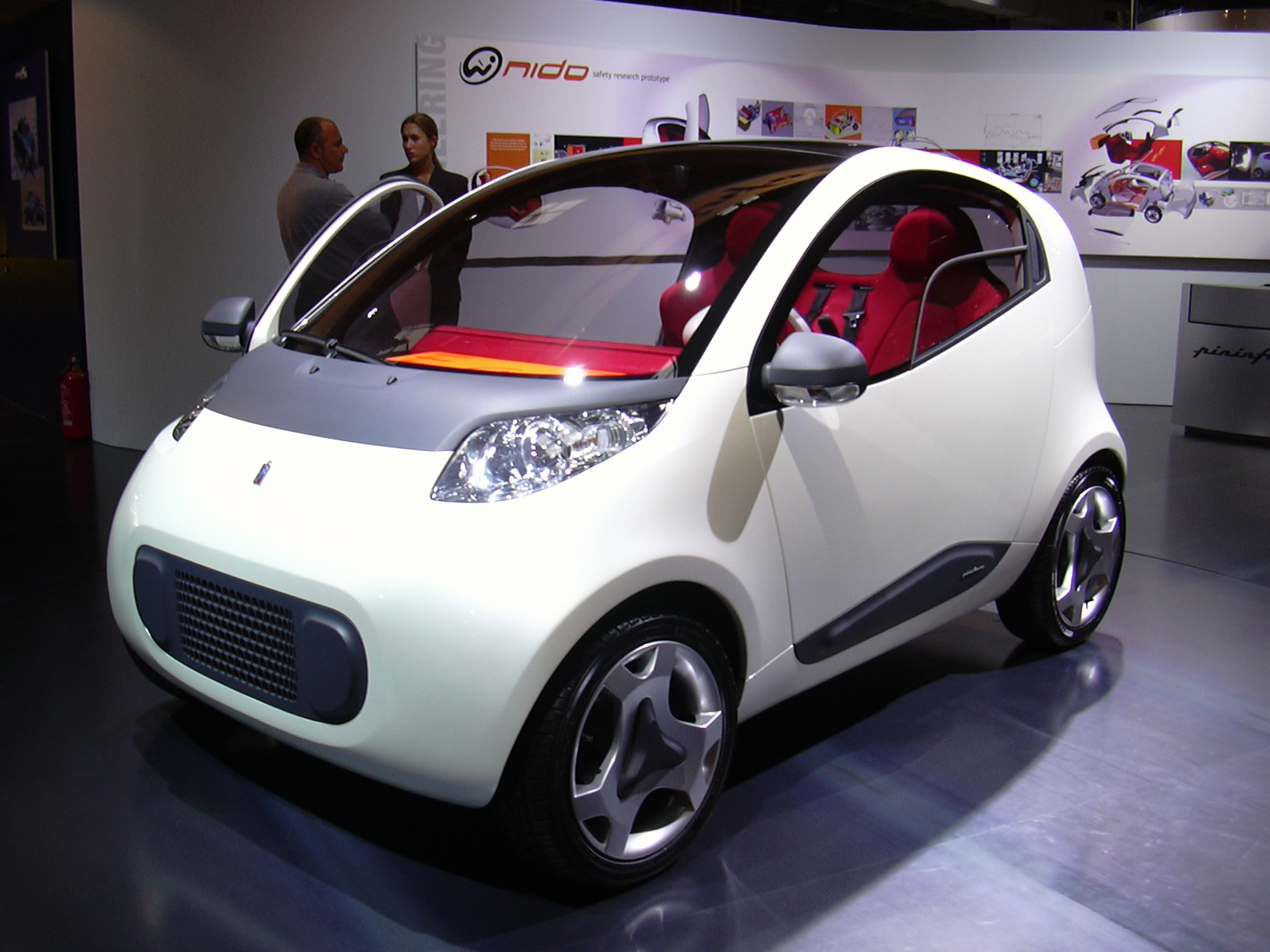